# Sulo Bärlund
Sulo Richard Bärlund, anche noto con lo pseudonimo Suli (Kangasala, 15 aprile 1910 – Kangasala, 13 aprile 1986), è stato un pesista finlandese.

## Biografia
Nel 1936 prese parte ai Giochi olimpici di Berlino andando a conquistare la medaglia d'argento con la prestazione di 16,12 m. Durante le qualificazioni lanciò l'attrezzo a 16,03 m: quella misura fu per pochi minuti record olimpico, successivamente battuto dal vincitore della gara, e dunque campione olimpico, Hans Woellke.
Bärlund partecipò anche a due edizioni dei campionati europei di atletica leggera, nel 1938 e 1946, dove si piazzò, rispettivamente, al quarto e sesto posto in classifica.

## Palmarès
| Anno | Manifestazione  | Sede    | Evento         | Risultato | Prestazione | Note |
| ---- | --------------- | ------- | -------------- | --------- | ----------- | ---- |
| 1936 | Giochi olimpici | Berlino | Getto del peso | Argento   | 16,12 m     |      |
| 1938 | Europei         | Parigi  | Getto del peso | 4º        | 15,07 m     |      |
| 1946 | Europei         | Oslo    | Getto del peso | 6º        | 14,75 m     |      |